# 阿里·本·奥马尔
阿里·本·奥马尔（阿拉伯语：‎；？—？），摩洛哥伊德里斯王朝第七位埃米尔，866年即位，统治结束时间不明。
阿里·本·奥马尔是在穆罕默德时代帮助镇压叛乱的王族奥马尔之子。868年，非斯地区的三个哈瓦利吉派部落组成联盟，反抗伊德里斯王朝，领袖是阿卜杜勒-拉扎克（Abd al-Razzaq）。他们从塞夫鲁出发，击败了阿里的军队从而进占非斯。阿里拒不投降，另一位穆罕默德·本·伊德里斯时代的王族卡西姆之子叶海亚·本·卡西姆率军重夺非斯，从而篡位。